# جامعة شانغهاي
جامعة شنغهاي (بالصينية: 上海大学) هي جامعة بحثية حكومية تقع في شنغهاي. أسست عام 1922 وتصنف كجامعة من الدرجة الأولى المزدوجة للجامعات في الصين من قبل وزارة التعليم الصينية.

## تاريخ
تأسست جامعة شنغهاي بشكل مشترك من قبل القوميين والشيوعيين في عام 1922 وكان السبب وراء تأسيس الجامعة شنغهاي هو رعاية قادة الثورة الصينية، وقد ساهمت بمجموعة من الأشخاص المؤثرين في قضية تحرير الصين وتنميتها.توقفت الجامعة في عام 1927 نتيجة لمذبحة شنغهاي حيث قام القوميون بتطهير جميع المنظمات المرتبطة بالشيوعية. في عام 1983 أعادت الحكومة الصينية فتح جامعة شنغهاي، وفي عام 1994 أصبحت أكبر مؤسسة للتعليم العالي تديرها بلدية شنغهاي من خلال دمج ثلاث جامعات أخرى.

## أنظر أيضا
قائمة جامعات الصين